# 햐드닝가비그

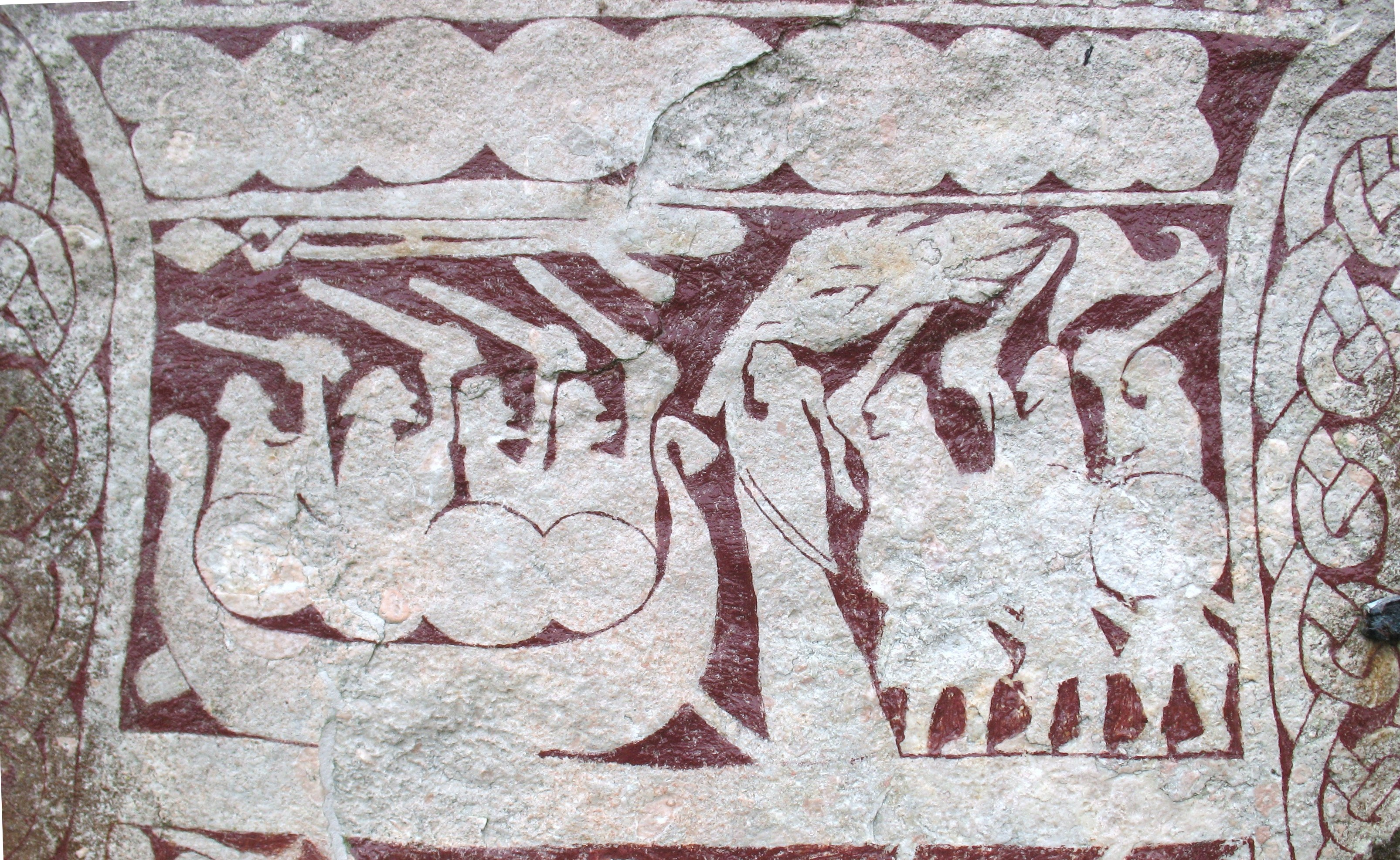

햐드닝가비그(고대 노르드어: Hjaðningavíg)는 노르드 신화에 나오는 끝이 없는 전투이다. 《소를라의 사트르》, 《데인인의 사적》, 〈라그나르의 송가〉, 〈스키디의 리마〉, 《시어법》에 언급된다. 고틀란드섬에서 발견된 암각화에도 묘사되어 있다(우측 그림).